# Distretto di Tsuen Wan
Il distretto di Tsuen Wan (o Tsuen Wan District, in cinese semplificato 荃湾区, in cinese tradizionale 荃灣區, in mandarino pinyin Quánwān Qū) è uno dei 18 distretti di Hong Kong, in Cina.